# FUS de Rabat (sports nautiques)
Pour les articles homonymes, voir Fath Union Sport de Rabat.
Le FUS de Rabat, section Sports nautiques est basée sur la Marina de Rabat, FUS section nautique est considéré parmi les plus grands clubs du Maroc. À ce jour, le club alimente plus de la moitié de l'équipe nationale de kayak en course en ligne.

## Palmarès
- Championnat du Maroc :
  - Champion : 2000, 2002, 2003, 2004, 2006, 2007, 2008, 2009
- Coupe du Trône :
  - Vainqueur : 1997, 1998, 2001, 2002, 2004, 2005, 2006, 2007, 2009, 2012, 2013

## Palmarès Athlètes
- El Aidi Issam   
  - Kayak : Deux fois champion d'Afrique, demi-finaliste de coupe du monde, champion du Maroc à plusieurs reprises
  - Voile : Champion du Maroc en Optimiste et en Laser
- Slimi Ayoub 
  - Kayak : Champion du Maroc à plusieurs reprises
- Bennani amine   
  - Kayak : Médaille de bronze au championnat d'Afrique, Champion du Maroc junior
- EL Meknassi Amine 
  - Kayak : Deux fois champion du Maroc catégorie Poussin et Benjamin
- Bekkali Mohamed 
  - Kayak : Champion du Maroc Cadet, membre de l'équipe nationale marocaine 2009; vice-champion d'arabe 2009; finaliste du championnat d'Afrique 2009
- Bekkali Youssef
  - Kayak : Champion du Maroc Junior,et membre de l'équipe nationale marocaine 2009;vice-champion d'arabe 2009 finaliste du championnat d'Afrique 2009
- Bensaid Youssef (surnommé Nakata)
  - Kayak : Champion du Maroc Cadet,et membre de l'équipe nationale marocaine cadet 2010, il est retenu notamment pour les jeux africains junior dont il a décroché la médaille de bronze en juillet 2010
- Bennani Hamza:
  - Kayak : Champion du Maroc poussin, vice-champion du Maroc Benjamain - Minime - Cadet, troisième dans le championnat du Maroc 201

## Membres Actifs
- El Aslaoui Noureddine (Président de la section)
- Damghi anas (Secrétaire général)
- Bennani Mohamed (Secrétaire général Adjoint)
- Said El Hassouni(Trésorière)
- Tadili (Trésorière Adjoint)
- El Bakkali Idrissi (Membre)
- El aidi Mohamed (Membre)
- El Alam (Membre)
- Housni (Membre)
- El Micani (Membre)

## Anciens Athlètes
- El idrissi Said (popéi) médaille de bronze aux 4e championnats d'Afrique
- El Moukhtari Mohamed

## Championnat du Maroc 2012
- Seniors : El Aidi Issam 1(Or)
- Cadets : Bensaid Youssef 1(Or) , Bennani Hamza 1(Bronze)
- Minimes : Belyamani Ayoub 1(Argent) , Gati Mehdi 1(Bronze)
- Benjamins : El Meknassi Oussama (Or)
- Poussins  : El Meknassi Amine (Or)

## Coupe du Trône 2011
- Seniors : El Aidi Issam 1(Or), ElBekkali Youssef 1(Bronze)
- Juniors : ElBekkali Mohamed 1(Or)
- Cadets : Bensaid Youssef 1(Or)
- Poussins :El Meknassi Amine 1(Or)